# Pacte pour l'emploi
Le Pacte pour l'emploi est le nom d'un programme lancé en mars 2008 par le Gouvernement du Québec et destiné à prévenir des pénuries de travailleurs dans différents domaines stratégiques à l'économie du Québec.
Ce programme a été annoncé à la suite d'une prévision affirmant qu'entre 2008 et 2011, environ 700 000 travailleurs québécois prendront leur retraite. Dans le cadre de ce programme, le gouvernement québécois prévoit investir environ 548 millions CAD sur quatre ans.